# 庫奇邦
庫奇邦是印度的一個已經撤銷的邦，設立於1947年至1956年之間，首府位於普杰(Bhuj)。1956年11月1日，庫其邦被併入孟買邦。該邦現在是古吉拉特邦庫奇區的一部分。
23°54′54″N 70°22′01″E / 23.915°N 70.367°E